# The Doctor's Legend
The Doctor's Legend is een kort verhaal van de Engelse schrijver Thomas Hardy. Hij schreef het vermoedelijk in 1889 of 1890. Het werd gepubliceerd in het New Yorkse blad The Independent in de paasuitgave van maart 1891. De vertelling werd niet opgenomen in een van Hardy's vier verhalenbundels.
De titel doet vermoeden dat het verhaal bedoeld was voor de serie verhalen verzameld onder de titel A Group of Noble Dames, een bundel die in 1891 verscheen in Groot-Brittannië en de Verenigde Staten. Er zijn diverse redenen waarom deze vertelling niet in de bundel werd opgenomen. Zo was er in de betreffende serie al een verhaal dat door een dokter werd verteld. Verder toonde het te veel overeenkomst met de vertelling Barbara of the House of Grebe. Bovendien is het niet een vrouw die in dit verhaal de allesbepalende hoofdrol speelt.
Dit verhaal werd, samen met andere niet eerder gebundelde verhalen, opgenomen in de in 1992 uitgebrachte verzameling The Excluded and Collaborative Stories, onder redactie van Pamela Dalziel. Zoals de titel van deze uitgave aangeeft gaat het hierbij niet alleen om de niet eerder gebundelde verhalen, maar ook vertellingen die de schrijver produceerde in samenwerking met anderen, onder wie zijn tweede vrouw Florence Dugdale en zijn goede vriendin Florence Henniker.

## Het verhaal
Zo'n zes mijl van de zuidkust van Wessex ligt het landgoed van een ambitieuze en niet erg verdraagzame jonge landheer. Hij bewaakt zijn bezit met grote ijver en tolereert niet dat iemand die er niets te zoeken heeft zijn terrein betreedt. Op een dag ontwaart hij een klein meisje dat op zoek is naar bloemen. Nadat eerdere waarschuwingen niet hadden geholpen gaat hij nu als een dolleman achter het meisje aan en jaagt haar net zo lang op tot zij neervalt en van schrik een epileptische aanval krijgt. Het meisje lijdt hier zodanig onder, dat binnen korte tijd haar haar en tanden uitvallen, wat haar bij de andere kinderen de bijnaam 'Doodskop' bezorgt. Als haar moeder verhaal gaat halen, weigert de man haar te ontvangen en scheept haar af met een fooi, die zij door de ramen naar binnen smijt.
Korte tijd later trouwt de landheer met de adellijke Lady Cicely. De arme vrouw ziet het almaar toenemende geluk van de man met lede ogen aan. Als op een dag Lady Cicely langs het kerkhof komt, vraagt de moeder, die het meisje op de arm heeft, eens te grijnzen naar die dame. Ze tilt haar op boven de heg uit; Cicely krijgt de schrik van haar leven en valt flauw, waarna ze onder doktersbehandeling wordt gesteld. Ondanks deze gebeurtenissen wordt enige maanden later een gezonde zoon geboren. De landheer krijgt vervolgens een grote som geld uit een erfenis en verzint een roemrijke voorgeslacht, om zich ook op een oude familienaam te kunnen beroemen. Ook koopt hij een oude abdij om als woning te dienen. Hij beschikt zo over uitgebreide landerijen, bossen, heuvels, een abdijkerk en zelfs over de graven van de eerbiedwaardige oude kloostervaders. Bovendien wordt hij, om politieke redenen, in de adeldom verheven. De voorspoed duurt maar voort en hij wordt, althans in uiterlijke schijn, geëerd door zijn omgeving. De zoon trouwt met een mooie, getalenteerde en kunstzinnige vrouw. De arme weduwe en haar ongelukkige dochter zijn inmiddels overleden. De sombere abdij met de te kleine ruimtes voldoet niet meer als woning voor de eigenaar. Ook betreurt hij het feit dat mensen de diensten bijwonen in de abdijkerk op zijn eigen terrein. Hij verplaatst het hele dorp naar een redelijke afstand van zijn nieuwe landhuis en verkoopt de klokken uit de abdijkerk, waar vele dorpelingen aan gehecht waren. Er valt een schaduw over alle voorspoed als Lady Cicely overlijdt, maar de verbouwingen gaan door en zelfs de graven van de abten moeten worden geruimd. De vrouw van zijn zoon is bezig met het ontwerp voor een tombe in een Londense kerk, een allegorie van dood en wederopstanding, met een engel en een doodshoofd. Zij vraagt om een schedel uit een van de blootgelegde graven om te dienen als voorbeeld. Als haar man op een avond laat en enigszins beschonken thuiskomt betreedt hij het atelier, waar het doodshoofd hem aanstaart. In grote schrik verlaat hij het huis, in de overtuiging dat hij dat doodshoofd eerder heeft gezien. De volgende ochtend komt het bericht dat hij zich door het hoofd heeft geschoten. Niemand begrijpt waarom een dergelijke voor het geluk geboren jongeman dit heeft gedaan, behalve zijn vader, die als enige het incident kent dat voorafging aan de geboorte van zijn zoon. De ambitieuze en bepaald niet geliefde edelman overlijdt uiteindelijk zonder nageslacht en de titel vervalt daarmee na korte tijd.